# Folques
Folques is een plaats (freguesia) in de Portugese gemeente Arganil en telt 458 inwoners (2001).